# Luminița Voina Răuț
Luminița Voina Răuț (n. secolul al XX-lea, Brașov, România) este o traducătoare română din limbile spaniolă și franceză.
A debutat în 1986 cu traducerea poeziei „Muzica grecească” de Jorge Luis Borges. A tradus cărți din literatura spaniolă și latinoamericană din autori precum: Julio Cortázar, Ernesto Sábato, Mario Vargas Llosa, Alfredo Bryce Echenique, Luis Buñuel, Pablo Neruda, Andrés Barba, Nuria Amat, Luis Leante, Agustín Sánchez Vidal, Wendy Guerra etc. A tradus peste 60 de piese de teatru din dramaturgia spaniolă, latinoamericană și franceză.
Ca scriitoare, a publicat Traducerile din poveste (Ed Vellant, 2010), având parte de o critică mai curând pozitivă. Este membră a Uniunii Scriitorilor din România din 1995.